# 荔枝
荔枝（學名：Litchi chinensis）又名荔支、離枝、丹荔、麗枝、貴妃香、火山荔、勒荔、荔果，是中國南部原产的一種果樹，广泛栽培于东南亚至新几内亚等亞熱帶地区，是无患子目无患子科荔枝属的唯一物种。其果樹與果實狀似同科不同屬的龍眼。
荔枝是中国華南的重要水果農作物，每年產量逾百萬噸，因其果实对保鲜的要求相當高，一般采用低温运输。
生荔枝和荔枝核含有毒物亞甲基環丙基乙酸，食用過量會導致低血糖和急性癲癇發作。

## 植物學特徵

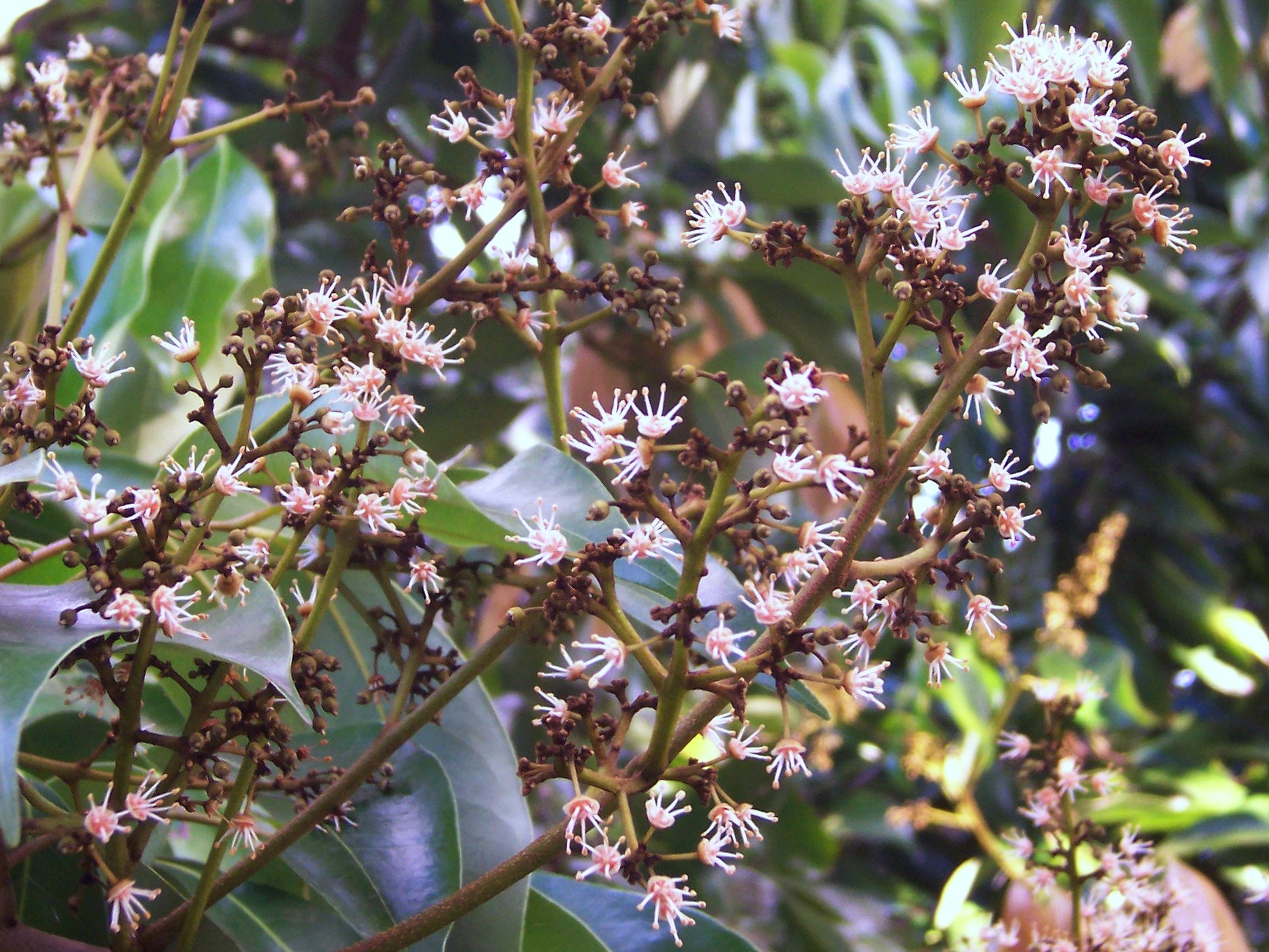
荔枝的花

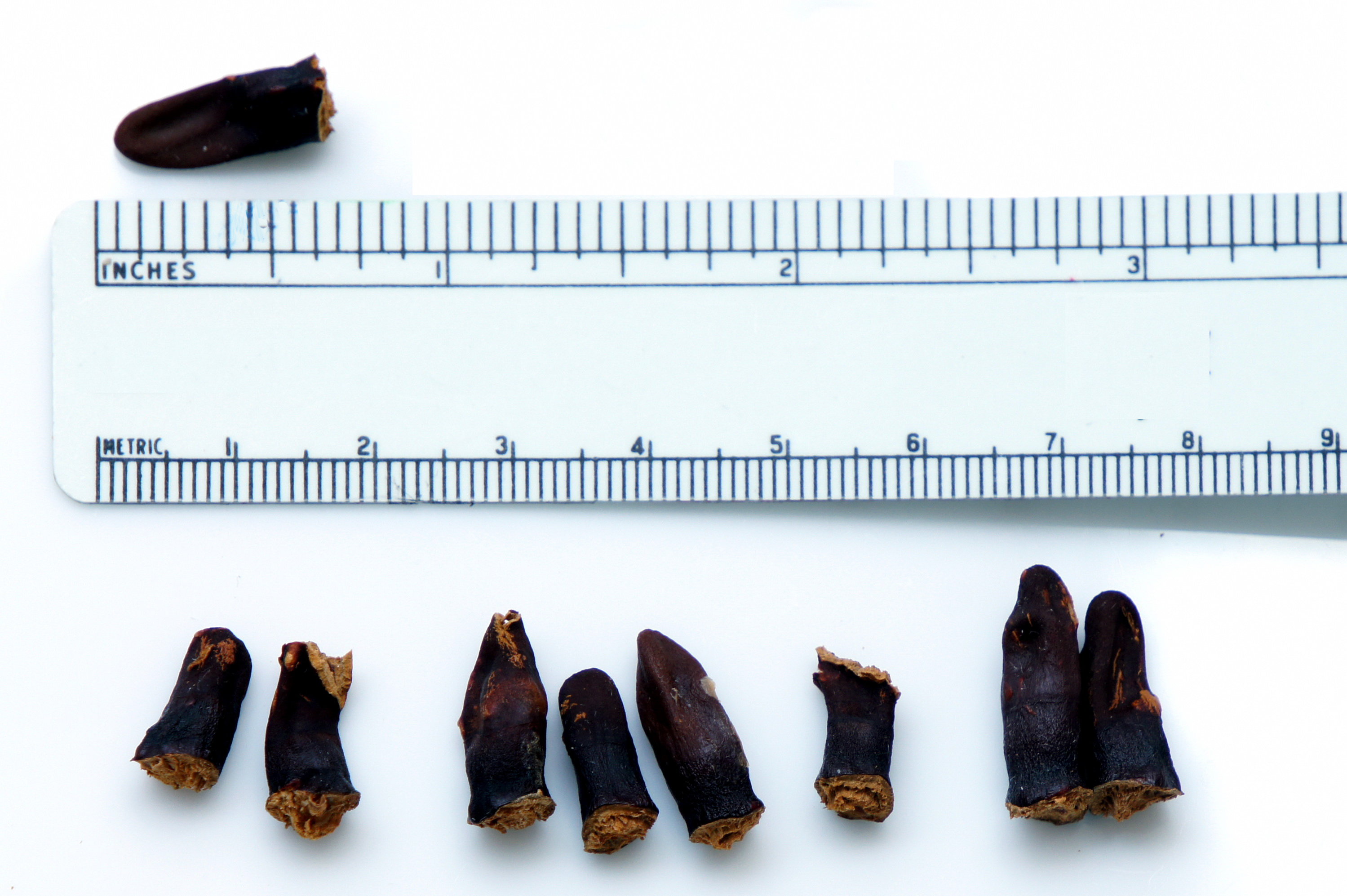
玉荷包種子非常小

常綠喬木，高8～20m。莖上多分枝，灰色；小枝圓柱形，有白色小斑點和微柔毛。雙數羽狀複葉互生，連葉柄長10～25 cm；小葉2～4對，對生，具柄，葉片披針形或矩圓狀披針形，長6～15 cm，寬2～4 cm，先端漸尖，基部楔形而稍偏斜，全緣、上面深綠色，有光澤，下面粉綠。春季開綠白色或淡黃色小花，圓錐花序，花雜性。核果球形或卵形，果皮暗紅色，有小瘤狀突起。種子外被白色、肉質、多汁、甘甜的假種皮，易與核分離。種子矩圓形，褐色至黑紅色，有光澤。
荔枝樹的壽命很長，有樹齡1,300年的荔枝樹仍然有結果實的能力。

## 歷史
中國的古籍中荔枝最初作“離枝”，《文选·司马相如》〈上林赋〉：“隐夫薁棣，答遝离枝。”李善注引晋灼曰：“离枝，大如鸡子，皮麄，剥去皮，肌如鸡子中黄，味甘多酢少。”《扶南記》記：“荔枝之弱而蒂牢，不可摘取，必以刀劙其枝”，故名離枝。一般相信荔枝是源自中國南部的野生森林。《西京雜記》所載，公元前2世紀漢朝劉邦稱帝時，南海尉趙佗以荔枝進奉。公元1世紀的《异物志》、3世紀的《廣誌》中，荔枝都是作為嶺南物產登錄。东汉杨孚《异物志》：
荔枝为异：多汁，味甘绝口，又小酸，所以成其味。可饱食，不可使厌。生时大如鸡子，其肤光泽。皮中食，乾则焦小，则肌核不如生时奇。四月始熟也。
公元3世紀時張勃著的《吳錄》有「蒼梧多荔枝，生山中，人家亦種之」的記載。蒼梧便在今日的廣西境內。現在廣東、廣西及海南的原始森林中仍然可以找到野生的荔枝樹。

晋郭义恭《广志》：
荔枝树，高五六尺，大如桂树。绿叶蓬蓬，冬夏荣茂。青花朱实，大如鸡子。核黄黑似熟莲子。实白如肪，甘而多汁，似安石榴有甜醋者。
由此可見，荔枝在中國南部的栽種和生產已有二千年的歷史。《华阳国志》等史籍就记载宜宾一带早在秦汉时就盛产荔枝，《新唐书·地理志》也载宜宾土贡有荔枝煎。蔡襄的《荔枝譜》是中国最早的荔枝专著，列舉了福建沿海四郡的陳紫、江緑大、方家紅、游家紫等三十二個品種。据元代《王祯农书》记载，中国的荔枝在元代已经远销西夏、新罗、日本、琉球、大食等地。
台灣的荔枝最早則約於1662年鄭氏治台時期由漢人移民移植至台灣，於東港郡崁頂庄（現屏東縣崁頂鄉與南州鄉鄉界）、新竹郡香山庄（現香山）皆有規模栽種之紀錄，惟於1960年代才開始發展成重要經濟作物。台灣荔枝栽種1988年達到產業巔峰，栽培面積逾15,000公頃；後由於產期集中影響價格、國際競爭等因素逐漸減產，朝向精緻化、品種多元化與收成期分散的方向發展。

## 产地

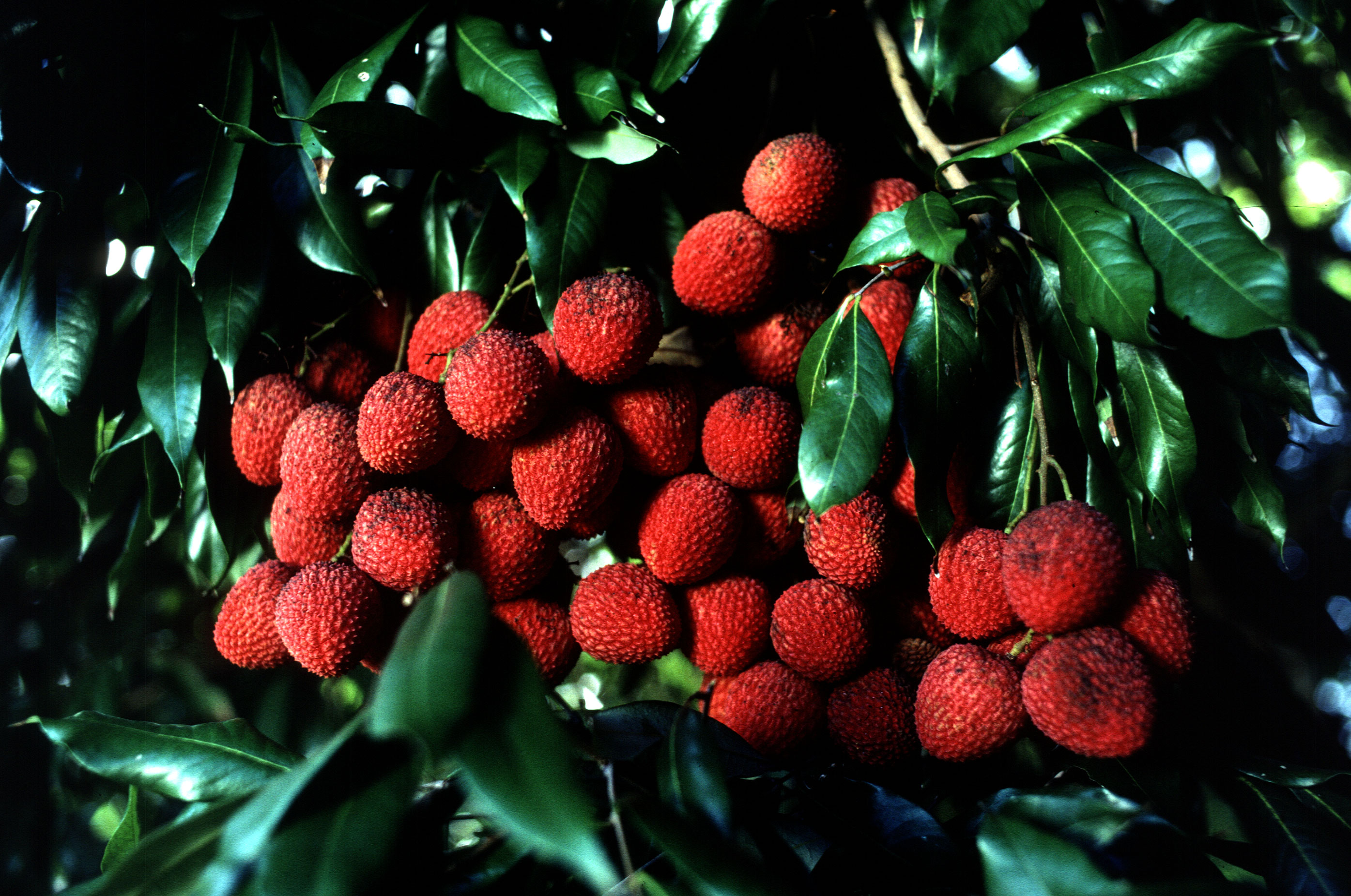
满树的荔枝

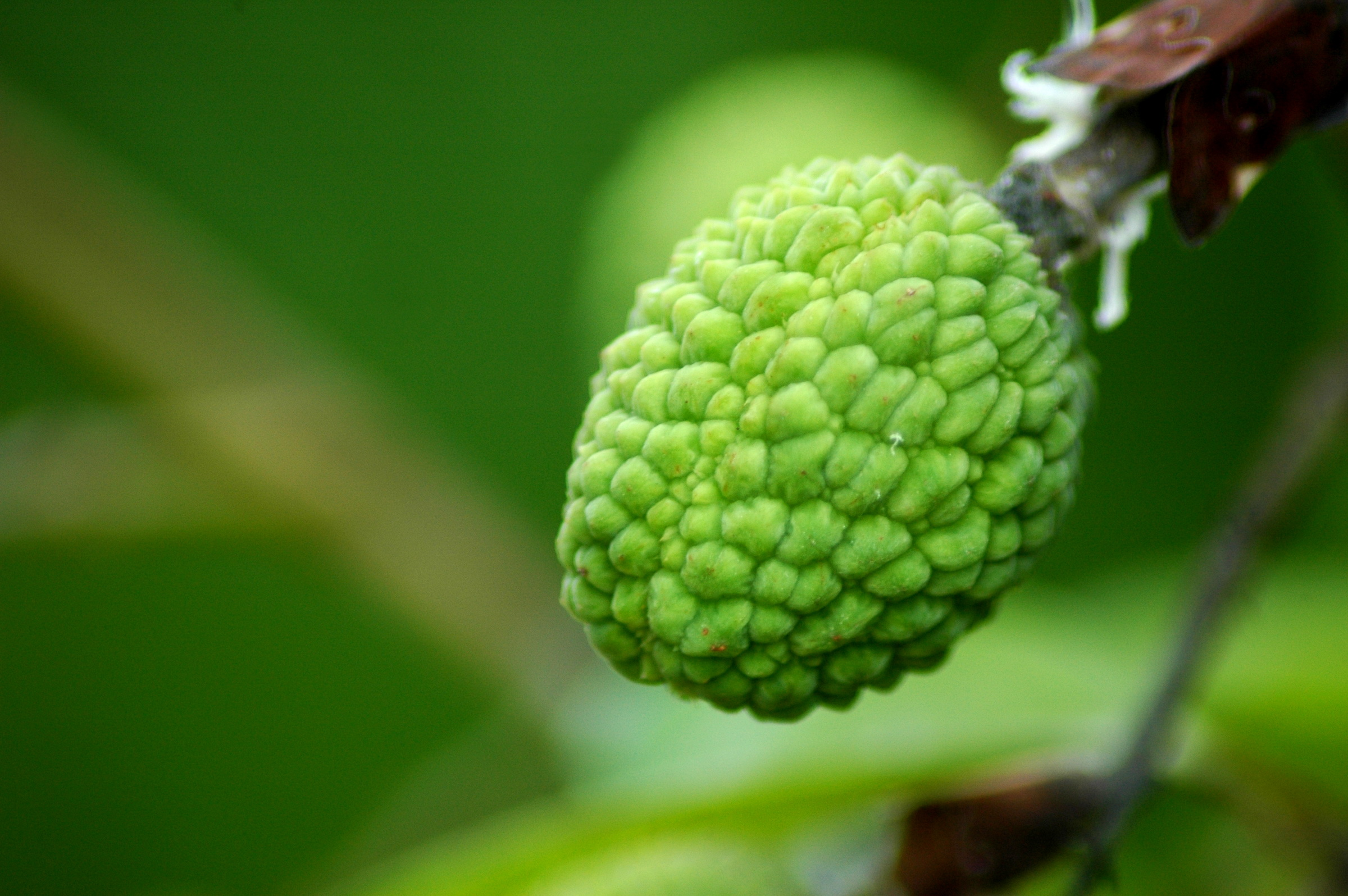
未熟的荔枝

中國大陆荔枝种植范围主要分布在北緯18度至北緯28度，北至四川南部的合江县，南至海南岛五指山一带，主产地区有廣東、廣西、海南、福建、雲南、四川，另外贵州、浙江等地亦有零星分布。其中又以广东荔枝分布最广，种植面积及产量均占全国五成以上，茂名更是全球最大的荔枝生产基地。其他如臺灣、越南、泰國等地都有荔枝出產，引入荔枝栽種的國家則有美國佛羅里達州及加利福尼亞州、澳洲的昆士蘭、印度、南非、馬達加斯加、以色列和墨西哥等。

## 保存
未經保存處理的荔枝有「一日色變，二日香變，三日味變，四日色香味盡去」的特點。荔枝的保鮮相對較為困難。傳聞唐代唐玄宗為博楊貴妃一笑，從嶺南把荔枝送到長安（蔡襄的《荔枝譜》與吴曾的《能改斋漫录》說是洛州（今重慶涪陵），宋景文《益部方物略记》则认为贵妃所食的荔枝来自嘉州（乐山），今人蔺同在《涪州文史资料选辑》肯定杨贵妃吃的是洛州荔枝），為了保存荔枝的色香味，要以快騎驛送。杜牧有《過華清宮》詩：“长安回望绣成堆，山顶千门次第开，一骑红尘妃子笑，无人知是荔枝来。”杜甫有《病橘》詩曰：“忆昔南海使，奔腾献荔枝，百马死山谷，到今耆旧悲。”《杨贵妃外传》谈到楊贵妃在马嵬驿被赐缢死，恰好广州进贡的荔枝到，玄宗用它来祭奠贵妃。
現代一般常用的保存方法是挑選易於保存的品種，以低温高濕（攝氏二至四度，濕度90%至95%）保存。亦有配合使用氣調，降低氧氣比例以減慢氧化；或配合藥物來殺菌防腐。亦有使用二氧化硫；有謠傳稱不法商贩用稀硫酸喷洒在荔枝以防腐、对人体有害云云，不符事實。
新鲜的荔枝每年五月開始上市，七至八月是最當季的時節。產地附近的城市經常可以買到剛剛摘下來的新鲜荔枝。至於離產地較遠的地方，便只可以買到冰凍過的。荔枝罐頭也非常流行，一般是去殼去核，泡在淡糖水裡。味道和新鮮度差的很遠，經常用來作冷飲或甜點。亦有用淡鹽水浸泡荔枝的吃法。

## 品種

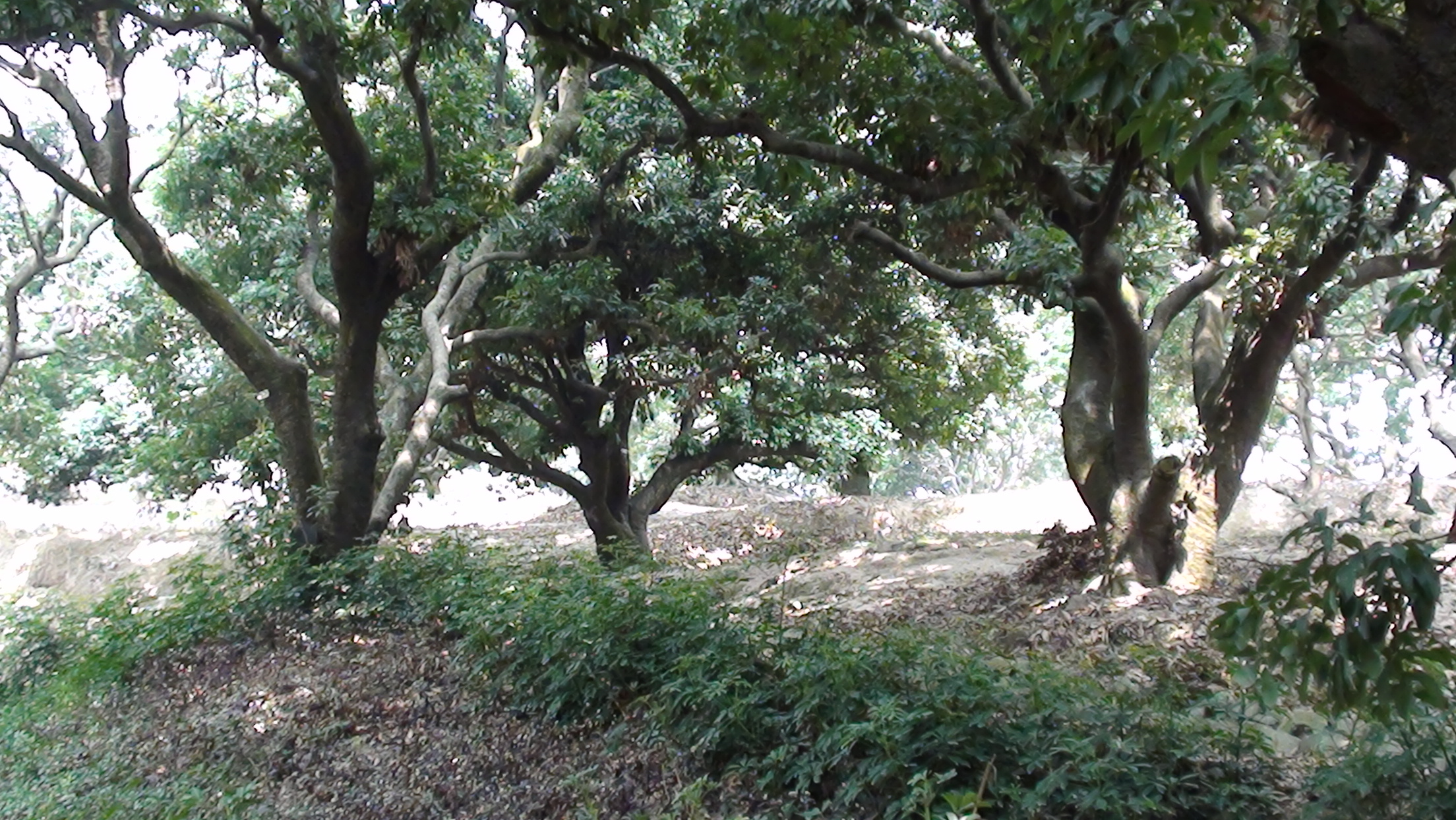
深圳大南山的古荔枝树

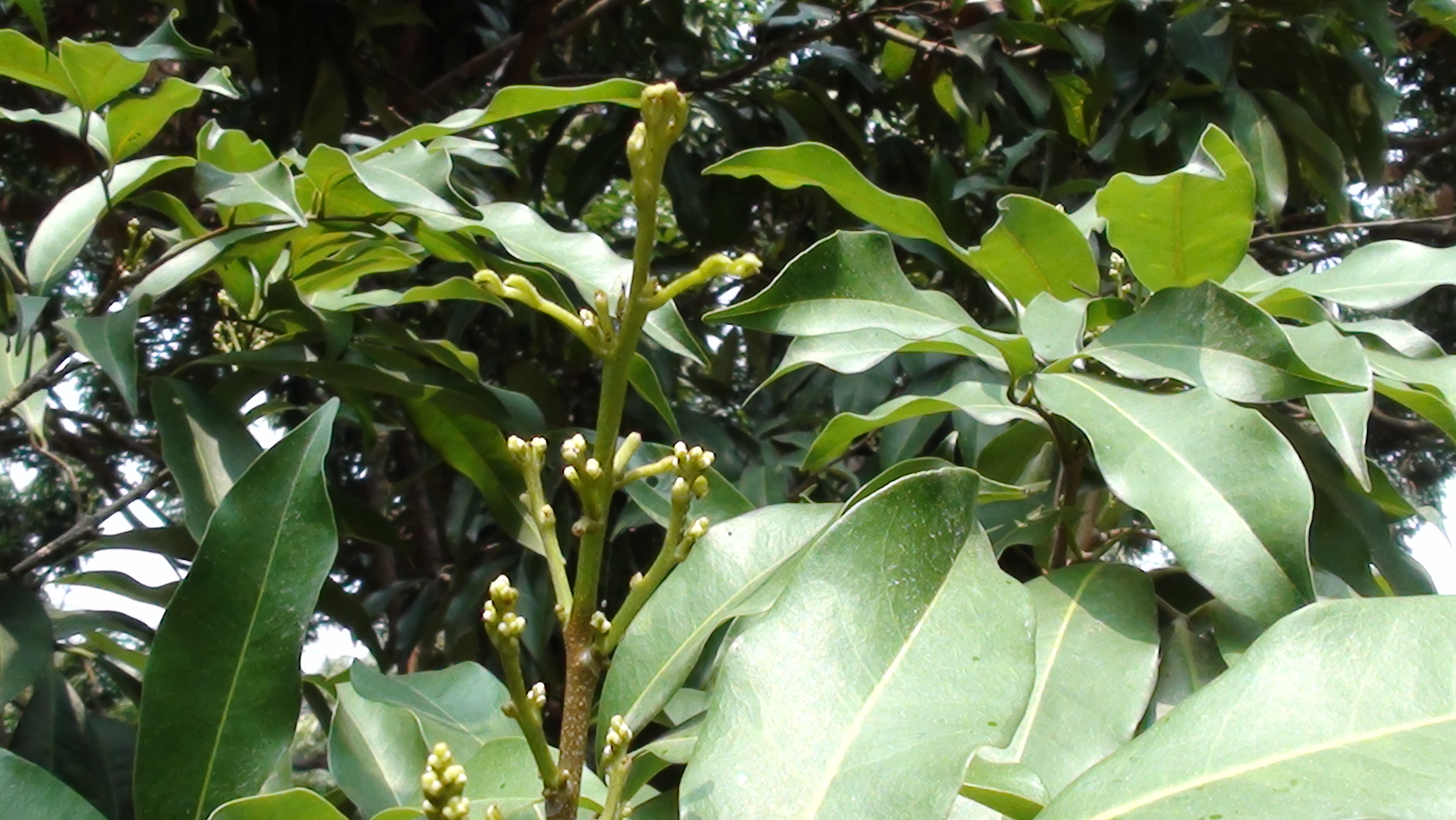
荔枝树树枝新芽（深圳）

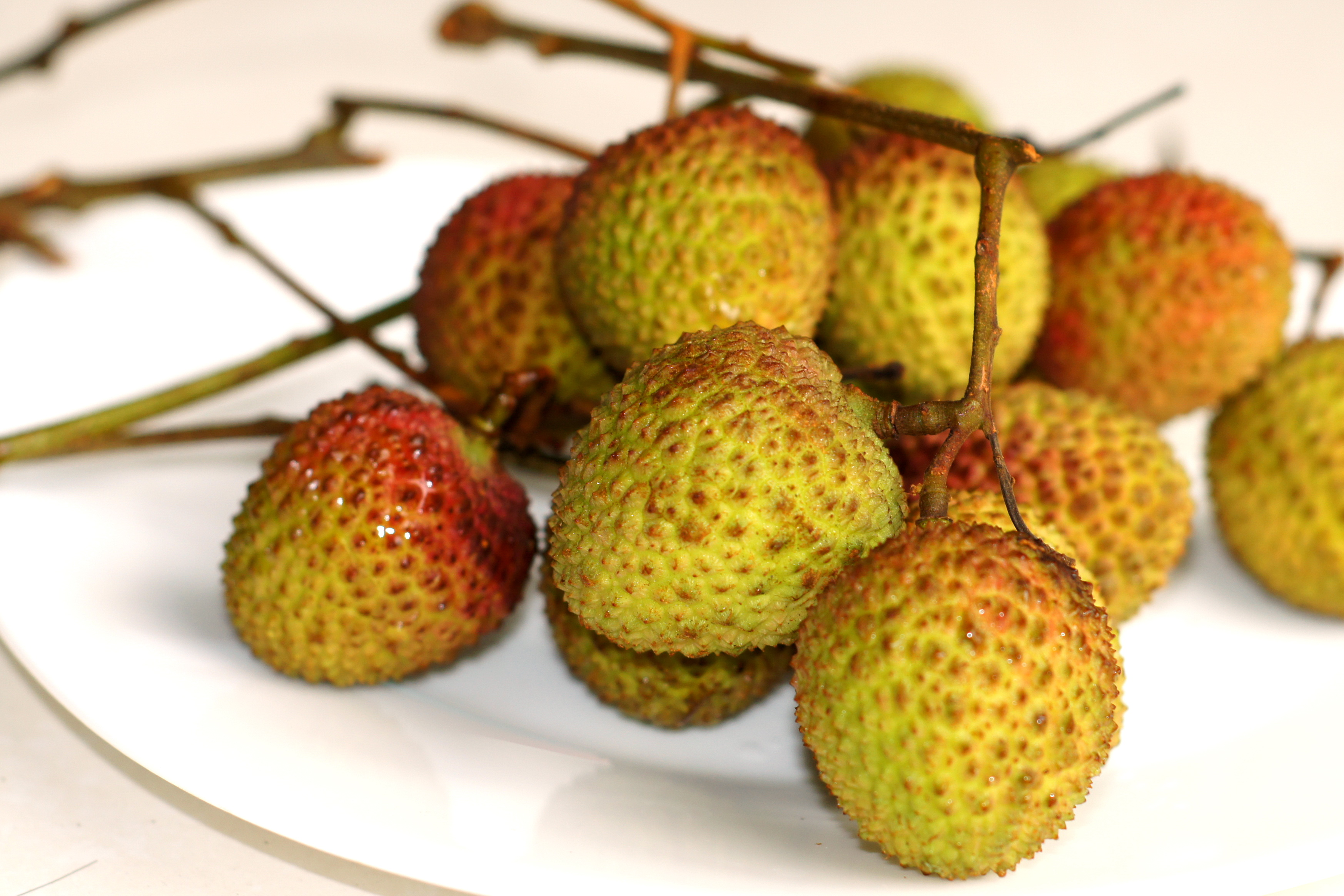
高雄市玉荷包（妃子笑）荔枝

荔枝有多項品種，依其成熟先後可粗略分為極早熟、早熟、中熟、晚熟、極晚熟，其樹形、果實與種子大小各不相同。

### 掛綠
因外殼四分微綠六分紅，每個都有一圈綠線而名。據《廣東新語》说，掛綠「爽脆如梨，漿液不見，去殼懷之，三日不變。」當中增城挂绿历来都是皇帝的贡品。据闻嘉庆年间，增城人因为不堪每年纳贡之扰，把百棵挂绿砍掉。現只存一棵母树现仍存在增城荔城街挂绿园，称「西园挂绿」。西园挂绿每年仍有结果，2002年便有一颗西园挂绿荔枝，在拍卖会中创下55.5万元一颗的世界纪录。

### 桂味
又名「冰糖荔」，特點是有桂花味，肉爽而清甜。果皮淺紅色，皮上的裂片峰尖刺手，皮薄而脆；核有正常發育的大核，亦有退化的焦核。桂味中有一種叫「鴨頭綠」，有墨綠色的斑片，羅崗桂味更為名品。

### 糯米糍
特點是肉厚，多汁，濃甜如蜜。果皮鮮紅，皮薄，皮上裂片無峰尖。核小，更有退化成無核的。畢村糯米糍為名品。
與台灣現行栽種的「糯米糍」為同名、不同品種。

### 妃子笑
四川叫铊提，結果碩大，肉厚核小。妃子笑的特點是果皮青紅，個大，肉色有如白蠟，脆爽而清甜，果核小。傳說當年唐明皇為搏楊貴妃一笑，千里送的荔枝就是妃子笑。

### 玉荷包
又名「荷包荔」，早熟、核小肉多、甜度極高，果實呈紫紅色。近年臺灣高雄市推廣粒裝式玉荷包，把枝葉留在山林裡作肥料。

### 黑葉
中熟品種，果核大、果皮呈暗紅色、果實呈心形。雖然黑葉荔枝果核大，但因為其獨特的荔枝味道深得顧客歡心，且香味濃郁，很多荔枝雪糕或乳酪都是使用黑葉荔枝來調味。是臺中市潭子區頭家里的名產之一。

### 其他品種
- 三月紅：又稱四月荔、五月紅，是最早熟的品種，種子較大、果肉較粗[12]，每年5月左右就會上市。
- 懷枝：傳聞古時有尚書路過嶺南，把鄉親送的荔枝入懷中，故名。
- 白糖罂：又名蜂糖罂，主产于廣東西南部，早熟品种，一般于5月下旬成熟。果型为歪形或短歪心形，果皮薄而鲜红，果核一般中大，也有少部份小核，肉质厚，爽脆而蜜甜。
- 白臘：又稱白蠟子，原稱電白白蠟，主產於廣東省茂名市的電白、高州等地，因果肉色白如蠟得名，多汁清甜。早熟豐産，于5月下旬至6月上旬成熟，一般比白糖罌晚熟一周左右。白蠟品種也有著不同的品系，有电白下洞的白蜡、高州的新兴、茂南地區的大果白蠟等。
- 吉荔：新品種的台農四號「吉荔」是農業試驗所鳳山分所研發的新品種，由太平區農會引進試種，一般荔枝每粒重25公克，吉荔重45公克，體積也比一般大1倍，果厚、汁甜，是目前最大的荔枝。
- 仙進奉：原產自廣州增城仙村，果皮平整，果香濃鬱，稍帶蜜香味。[16]

## 營養
荔枝果肉中含糖量高達20%；每一百毫升果汁中，維生素C含量最高可達70毫克，此外還含有蛋白質、脂肪、磷、鈣、鐵等成分。

## 毒性
《本草纲目》記載，荔枝「甘、酸，熱。多食令人發虛熱。」李時珍注謂：
荔枝氣味純陽，其性畏熱。鮮者食多，即齦腫口痛，或衄血也。病齒及火病人尤忌之。《開寶本草》言其性平，蘇氏謂多食無傷，皆謬說也。
，認為其不宜多食荔枝。惟傳統上仍有以荔枝「止煩渴、頭重心躁、背膊勞悶」、「通神、益智、健氣」、「治瘰癧瘤贅、赤腫疔腫、發小兒痘瘡」；或以其果核磨粉、果殼煎湯作為解熱消腫的藥方。
荔枝含有抑制人體產生葡萄糖的毒素次甘氨酸。印度北部以前每年有超過100名兒童因為空腹吃大量荔枝中毒，發生急性脑肿喪命。後來發現病因與吃荔枝有關，治療方法是迅速按照低血糖症處理。在查明原因後，官員教導家長不要讓孩子空腹吃大量荔枝，當地兒童急性腦腫病例數目大減。

## 文學上的荔枝
荔枝常見於文學作品之中。

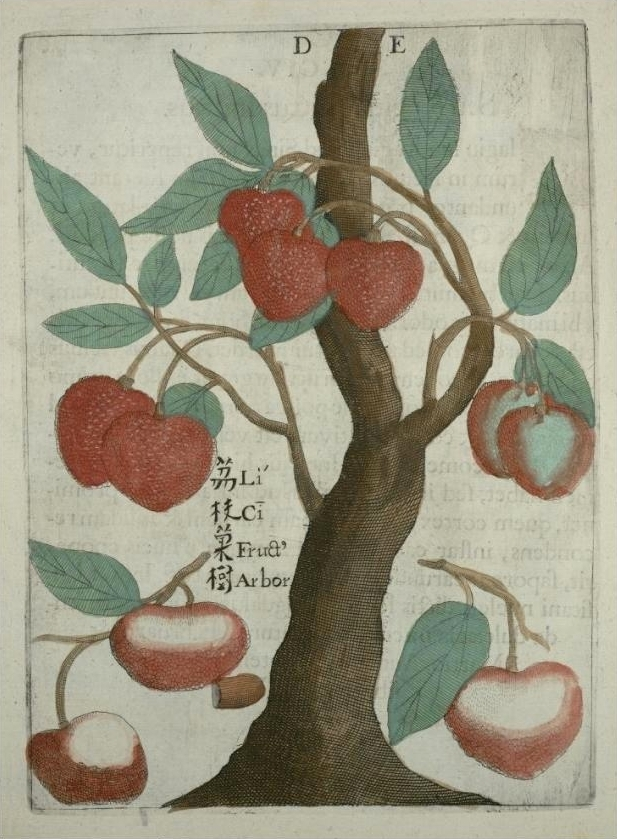
十七世纪波兰籍天主教耶稣会来华传教士卜弥格著作《Flora Sinensis》（译：中国植物志）笔下的荔枝树

- 唐·杜牧《過華清宮三絕》：「長安回望繡成堆，山頂千門次第開。一騎紅塵妃子笑，無人知是荔枝來」。說的是唐明皇為博楊貴妃紅顏一笑，不惜勞師動眾，千里送荔枝的事。
- 唐·白居易《荔枝图序》：“荔枝生巴峡间，树形团团如帷盖。叶如桂，冬青；华如桔，春荣；实如丹，夏熟。朵如葡萄，核如枇杷，壳如红缯，膜如紫绡，瓤肉莹白如冰雪，浆液甘酸如醴酪。大略如彼，其实过之。若离本枝，一日而色变，二日而香变，三日而味变，四五日外，色香味尽去矣。……”
- 蘇東坡在宋哲宗紹聖年間被貶嶺南，在紹聖二年第一次吃到荔枝，非常喜愛。以後多次在他詩詞內提到荔枝，當中以《惠州一绝》：“罗浮山下四时春，芦橘杨梅次第新。日啖荔枝三百顆，不辭長作嶺南人”最為著名。
- 宋·宋徽宗赵佶《宣和殿荔枝》：“密移造化出闽山，禁御新栽荔枝丹。玉液乍凝仙掌露，绛苞初结水晶丸。酒酣国艳非朱粉，风泛天香转蕙兰。何必红尘飞一骑，芬芳数本座中看。”
- 明·徐勃《咏荔枝膜》：“曾向忠州画里描，胭脂淡扫醉容消。盈盈荷瓣风前落，片片桃花雨后娇。”
- 明·文征明《新荔篇》：“常熟顾氏自闽中移荔枝数本，经岁遂活。石田使折枝验之，翠叶芃芃，然不敢信也。以示闽人，良是。因作《新荔篇》命璧同赋。”
- 贾祖璋的作品《南州六月荔枝丹》被选入中国大陆初中、高中语文教材。

## 延伸阅读
[在维基数据编辑]
 《欽定古今圖書集成·博物彙編·草木典·荔枝部》，出自陈梦雷《古今圖書集成》
 《植物名實圖考·荔枝》，出自吳其濬《植物名實圖考》

## 參閱
- 紅毛丹

## 外部連結
- 荔枝, Lizhi （页面存档备份，存于） 藥用植物圖像數據庫 (香港浸會大學中醫藥學院) （繁體中文）